# 巴達維亞鎮區 (伊利諾伊州凱恩縣)
巴達維亞鎮區（英語：Batavia Township）是位於美國伊利諾伊州凱恩縣的一個行政鎮區。

## 地方資料
根據2010年美國人口普查的數據，巴塔維亞鎮區的面積為48.40平方千米，當中陸地面積為47.40平方千米，而水域面積為1.00平方千米。當地共有人口35862人，而人口密度為每平方千米740.95人。